# Campionato sudamericano femminile di pallacanestro 1991
Il 22º Campionato dell'America Meridionale Femminile di Pallacanestro (noto anche come FIBA South American Championship for Women 1991) si è svolto dal 25 maggio al 1º giugno 1991 a Bogotà, in Colombia. Il torneo è stato vinto dalla nazionale brasiliana.

## Squadre partecipanti
- Argentina
- Brasile
- Colombia
- Ecuador

## Classifica finale
| Pos | Squadra   | V-P |
| --- | --------- | --- |
|     | Brasile   | 6-0 |
|     | Colombia  | 3-3 |
|     | Argentina | 4-2 |
| 4   | Ecuador   | 1-5 |